# K Panzerkampfwagen
K Panzerkampfwagen je bil nemški prototipni tank prve svetovne vojne. Izdelovali so dva prototipa, ki sta ostala nedokončana. 
Ideja za tank je prišla leta 1917. 28. junija 1917  je ministrstvo potdilo nakup 10 tankov. Pet jih je bilo naročenih za propagandne tanke. Vojski se je ta projekt zdel zelo nesmiseln in izguba časa. Tank je sprva tehtal 165 ton, kasneje je bila teža znižana na 120 ton. Oborožen je bil s štirimi topovi kalibra 77 milimetrov in s sedmimi strojnicami. Posadko je sestavljalo 27 ljudi: poveljnik, dva voznika, signaler, poveljnik artilerije in 12 topničarjev, 8 strelcev z mitraljezi in dva mehanika. Na začetku je bil predlagan (kot možno orožje) tudi metalec ognja, vendar ni bil sprejet.  